# Thái cực
Thái cực (太極) là một thuật ngữ triết học Trung Hoa miêu tả tính toàn thể không hề phân chia của trạng thái hoàn toàn sơ khai hoặc để nói về tiềm năng vô tận, trái ngược với Vô cực (無極) – nghĩa là không có bắt đầu, không có kết thúc. Khái niệm "thái cực" chủ yếu được biết đến nhờ môn võ "Thái cực quyền" (太極拳).

## Từ ngữ
Từ ghép tiếng Hoa "thái cực" có "thái" (太) nghĩa là "rất lớn", "cực đại" (một từ so sánh, gần nghĩa với từ "đại" (大) nghĩa là "to", "lớn"); còn "cực" (極) có nghĩa là "điểm tận cùng", "chỗ cao/xa nhất".

## "Thái cực" trong các văn bản Trung Hoa
Khái niệm "thái cực" được tìm thấy trong nhiều trước tác cổ của nhiều trường phái triết học Trung Hoa.
Zhang và Ryden giải thích sự cần thiết về mặt bản thể học của khái niệm "thái cực": 
Bất cứ trường phái triết học nào nhấn mạnh sự phân đôi, ví dụ như "học thuyết âm-dương" của triết học Trung Quốc đều cần một khái niệm để kết hợp chúng lại để đảm bảo cả hai nửa đó đều thuộc về một không gian lý luận chung. Khái niệm "thái cực" được nói đến trong Kinh Dịch. Vào thời Nhà Tống, "thái cực" trở thành một khái niệm trừu tượng, gần như cùng nghĩa với khái niệm "đạo". (2002:179) 

### Trang Tử
Triết gia đạo Lão Trang Tử đã giới thiệu khái niệm "thái cực". Trong sách "Nội Thiên" (thế kỷ III trước Công Nguyên), ông đối lập "thái cực" với khái niệm "lục cực" (六極):
Đạo có thuộc tính và biểu hiện, nhưng nó không có hành động và hình dạng. Nó có thể được luân chuyển, nhưng không thể thu nhận được. Nó có thể được nắm bắt, nhưng không thể nhìn thấy. Từ gốc, từ nguồn, đã ở đó trước cả trời và đất, nó thật sự tồn tại vĩnh viễn. Nó tạo hồn cho Chúa trời và quỷ dữ, nó sinh ra trời và đất. Nó ở trên đỉnh trời nhưng không cao, nó ở dưới đáy đất nhưng không sâu. Nó có trước trời đất, nhưng không xưa; nó cổ hơn ngày xưa, nhưng không già" (tr. Mair 1994:55) 

### Hoài Nam Tử
Vào thế kỉ II trước Công nguyên, Hoài Nam Tử đề cập đến "thái cực" trong sách "Chân nhân" (真人). Ông cho rằng "thái cực" là cái toàn thể bao trùm bộ phận, ví dụ như âm và dương. 
Fu-sui 夫煫 (nghĩa đen là "gương cháy") gom lửa từ mặt trời; bậc phương chư (方諸 – nghĩa đen là "gương trăng", "phương" có nghĩa là "vuông", "mặt đất", cũng có nghĩa là "nghề", "thuật", "đạo đức"; "chư" là "những", "các") gom sương từ Mặt Trăng. Đó là những gì được chứa đựng giữa Trời và Đất, ngay cả một bậc thầy tính toán cũng không đếm được là bao nhiêu. Do vậy, dù đôi tay có thể cầm và nhận biết những thứ rất nhỏ, chúng không thể nắm giữ được ánh sáng của Mặt Trăng mặt trời. Chính là với bàn tay vươn ra nắm bắt (tức là với quyền lực của người ta) mà ta có thể đạt được những thứ thuộc về một phần nào đó của "thái cực"; ngay lúc đó, người ta có thể tạo ra cả nước lẫn lửa. Đó là bởi vì cả âm lẫn dương đều có cùng một chất khí, và chúng làm dịch chuyển nhau. (tr. Le Blanc 1985:120-1) 

### Kinh Dịch
"Thái cực" cũng được nói đến trong phần "Hệ từ" (繫辭) bàn luận về Kinh Dịch, một phần đã được viết từ rất xưa, mà người ta cho rằng tác giả là vua Chu Văn Vương và Chu Công Đán. 
Do đó, nó là dịch ở thời điểm khởi đầu. Rồi nó phân thành lưỡng nghi (兩儀). Lưỡng nghi sinh tứ tượng (四象). Tứ tượng sinh bát quái (八卦). Bát quái quyết định may rủi. May rủi tạo nên hàng loạt hành động. (tr. Wilhelm and Baynes 1967:318-9) 
Richard Wilhelm và Cary F. Baynes giải thích:
Định đề cơ bản của trạng thái khởi đầu sơ khai dựa trên đó mọi vật được sinh thành và tồn tại chính là "thái cực". Sau này, các nhà tư tưởng Ấn Độ cũng dành tâm sức để lĩnh hội về trạng thái sơ khai này. Một trạng thái khác, "vô cực" - trạng thái khởi đầu tĩnh được mô tả bằng vòng tròn. Cùng với nó, "thái cực" được tượng trưng bằng vòng tròn phân đôi của ngày và đêm, âm và dương. Biểu tượng này cũng đóng vai trò quan trọng ở Ấn Độ và châu Âu. Tuy nhiên, ban đầu, tính phân đôi của "thái cực" là một khái niệm xa lạ đối với Kinh Dịch; Kinh Dịch chỉ miêu tả về "cực" và "đạo". "Đạo", với nghĩa đen là "con đường", diễn tả "cái duy nhất", nhưng "con đường" cũng hàm ý trên dưới, trái phải, trước sau; do đó, "đạo" cũng ngầm miêu tả sự phân đôi của hai mặt đối lập. (1967:lv) 

### Thuyết giảngThái cực đồ

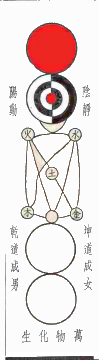
Hình "thái cực" của Chu Đôn Di

Triết gia đời Tống Chu Đôn Di (1017-1073 CE) viết "Thái Cực Đồ thuyết" và đã trở thành hòn đá tảng đối với vũ trụ quan của các nhà nho phái "Tống Minh". Tác phẩm của ông tổng kết nhiều khía cạnh của đạo Phật Trung Hoa và đạo Lão, cùng nhiều luận giải các khái niệm trừu tượng trong Kinh Dịch.
Các thuật ngữ chính mà ông nói đến trong "Thái Cực Đồ thuyết" là "thái cực" và "vô cực": 
 "Vô cực" là chưa thành "thái cực". "Thái cực" hoạt động tạo ra dương, khi chuyển động đến giới hạn, nó trở nên tĩnh. Trong tĩnh, nó tạo ra âm, tới cực đại, nó lại hoạt động. Động và tĩnh chuyển hóa, cái này là nền của cái kia. Khi âm và dương đã phân hóa, hai trạng thái xuất hiện. Sự chuyển hóa và kết hợp của âm và dương tạo ra kim, mộc, thủy, hỏa, thổ. Với ngũ hành, các thời kỳ biến đổi của khí được sắp xếp hài hòa, qua đó bốn mùa được tiếp diễn. Ngũ hành đơn giản là âm và dương, âm và dương chẳng qua chính là thái cực, thái cực có nền tảng từ vô cực. Do vậy, trong quá trình tạo ra ngũ hành, mỗi hành đều chứa đựng bản chất riêng của nó. (tr. Adler 1999:673-4) 
Chu Hi mô tả "thái cực" là khái niệm đồng nhất với âm và dương, và nhấn mạnh:
"Thái cực" không phải là vật. Vì vậy, cả đối với cả Châu và Chu, "thái cực" là nguyên lý âm dương của song cực, chính là nguyên lý cơ bản nhất, nguyên lý đầu tiên của vũ trụ. "Vô cực" đến sau.

## Khái niệm cốt lõi
"Thái cực" được hiểu là trật tự cao nhất có thể nhận thức được, với nó, sự tồn tại lưu chuyển. Nó rất gần nghĩa với khái niệm Đạo giáo: "sự đảo ngược chính là sự dịch chuyển của đạo". "Thái cực" tạo ra âm dương: động tạo ra dương, khi dương lên đến cực đại, nó chuyển hóa thành tĩnh. Trên nền tĩnh tại, thái cực tạo ra âm. Khi âm cực đại, lại chuyển hóa thành động. Động và tĩnh, trong vòng tuần hoàn đó, là nguồn gốc của nhau. Sự phân hóa giữa âm và dương được xác định và hai trạng thái âm dương được bộc lộ. Từ sự chuyển hóa của dương và sự kết hợp của âm, "ngũ hành"- kim, mộc, thủy, hỏa, thổ ra đời. Khi ngũ hành phân hóa, chúng tạo ra sự hài hòa. Khi đã có sự hài hòa, 4 mùa xuất hiện. Âm và dương tạo ra vạn vật, và vạn vật lại tiếp tục tạo ra nhiều thứ khác; quá trình này không bao giờ dứt. (Wu, 1986)